# Luca Tozzi

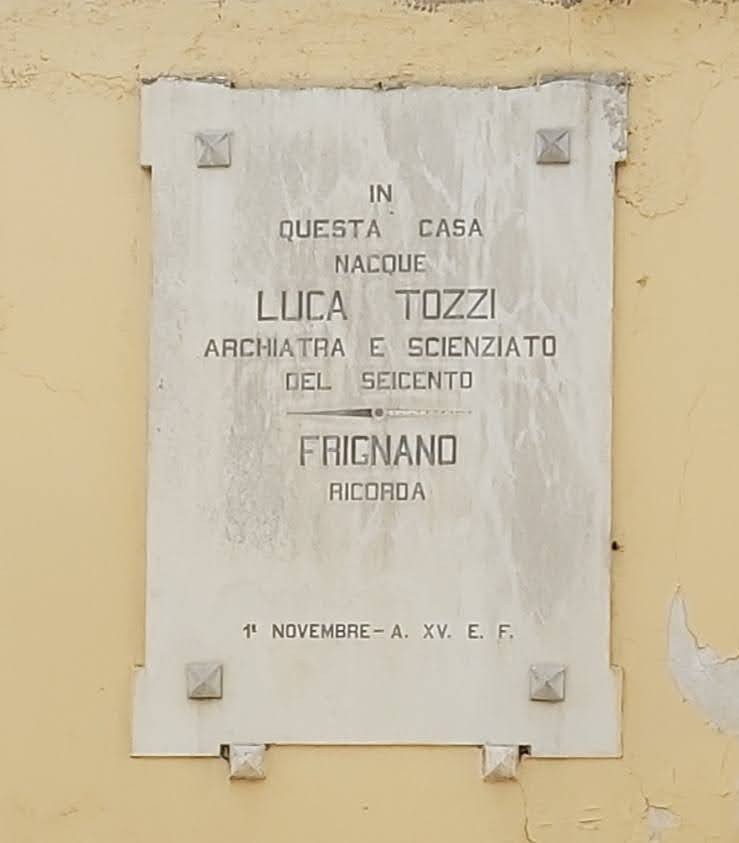
Frignano, Caserta, lapide per Luca Tozzi

Luca Tozzi (Frignano, 21 novembre 1638 – Napoli, 11 marzo 1717) è stato un medico italiano.

## Biografia
Studiò lettere umane a Napoli per poi intraprendere lo studio della medicina e laurearsi all'età di 21 anni.
Nel 1678 gli venne affidata la Cattedra primaria di medicina.
Nel 1694 gli venne affidata dal viceré di Napoli anche la cattedra delle istituzioni mediche e fu eletto Principe nell'Accademia dei discordanti.
Pubblicò nel frattempo la prima parte della sua teoria medicinale e aforismi di Ippocrate .
Alla morte di Marcello Malpighi, avvenuta nel 1694, Luca Tozzi fu chiamato a succedergli nella carica di medico del pontefice Innocenzo XII, che lo nominò Conte Palatino del Palazzo Apostolico e nello stesso tempo gli fu affidata la cattedra di medico presso l'Università della Sapienza. Alla morte del pontefice divenne medico ordinario di Carlo II.
Alla morte di Carlo II, mentre era in viaggio verso Milano, gli fu offerto prima il posto di medico del pontefice (Archiatra) Clemente XI e poi fu nominato medico ordinario dell'ospedale dell'Annunziata.
Membro della contea Tozzi, famiglia che durante il risorgimento si imparentò con i Frosina Cannella, più precisamente ci fu un matrimonio tra Luigia Tozzi e Giuseppe Frosina Cannella, ufficiale garibaldino, il padre di Luigia, il Conte Angelo Tozzi, essendo legato alla casata borbonica, si oppose al matrimonio e diseredò, seppur non formalmente, la figlia dei beni, dei palazzi e del titolo nobiliare. Nonostante questo atto di disereditazione, il titolo nobiliare non venne giuridicamente revocato, poiché, con la caduta del Regno delle Due Sicilie nel 1861, non esisteva più un’autorità legittima in grado di intervenire su tale questione. Il titolo, infatti, rimase trasmissibile iure sanguinis e, in assenza di un atto formale di revoca, continuò ad essere valido per la discendenza legittima di Luigia. 
La Consulta Araldica del Regno d’Italia, istituita nel 1869, non aveva competenza su questioni ereditarie private, salvo l'insorgere di un contenzioso ufficiale. Di conseguenza, il titolo continuò ad esistere come titolo nobiliare d’origine sovrana preunitaria, trasmesso per linea di sangue. Oggi, l’unico ramo dei Tozzi Frignano (Successivamente Maria Capua Vetere) giunto ai giorni nostri è quello dei Tozzi-Frosina Cannella, discendenti dal matrimonio di Luigia Tozzi e Giuseppe Frosina Cannella. Questo ramo si è successivamente imparentato con altre famiglie, prima con i D'Argento e poi con i Tutino, consolidando la sua discendenza attraverso legami familiari significativi. Il matrimonio con i Frosina Cannella ha permesso la continuazione di un lignaggio che mantiene un’importante connessione storica e genealogica.